# 大串事件
大串事件（おおぐしじけん）は、2001年7月16日に後楽園ホールで行われたボクシング日本フライ級タイトルマッチ、同級日本王者坂田健史 vs 同級1位内藤大助の試合後に内藤と同じ宮田ジムの所属選手であった大串尋人がナイフのような物を振り回して係員を威嚇しリングのエプロンに上がり、審判控え室に押しかけた事件である。

## 坂田 vs 内藤戦について
協栄ジムのフライ級選手である坂田は2001年4月9日、川端賢樹に判定勝ちして日本フライ級王座を獲得。7月16日に同級1位である内藤と防衛戦をすることとなった。
当時、坂田と内藤の戦績は共に無敗であり、無敗同士のタイトルマッチということで後楽園ホールは満員になるほどの試合となった。前半は内藤がリードしたが、中盤に坂田が巻き返した。だが、後半に坂田がバッティングにより出血して手数が減り内藤がリードした。
総合的に「明確な内藤優位」の試合展開ながら、採点は「96-96 ドロー」が2人、「95-97 内藤勝利」という結果となり、0-1でドロー、坂田の防衛となった。

## 事件
内藤と同じ宮田ジムに所属する大串は酒を飲みながら試合を観戦していた。判定が言い渡された後、判定に不服があった大串はナイフのような物を振り回しながら係員を威嚇、リングのエプロンに上がった。だが、その場で関係者に抑えられた。しかしその後、審判の控え室に乗り込み審判に対して暴言を吐いた。後に、ナイフのような物はおもちゃと判明した。
この事件により日本ボクシングコミッション (JBC) は大串に無期限ライセンス停止処分を言い渡した。現役選手で刑事事件とは関係のない無期限ライセンス停止処分は大串が初めてである。以後、大串はリングに上がることはなく処分が解除されないまま引退した。JBCは宮田ジムの宮田博行には厳重戒告処分を言い渡した。
大串は1998年にスーパーフェザー級で全日本新人王を獲った。大串は内藤の後輩にあたるが、同じ年に内藤がフライ級で新人王を取り、かなり仲の良い仲間同士であった。その大串が内藤の試合で引退に追い込まれたため、微妙な判定とあわせて、坂田と内藤の間で遺恨試合となった。

## その後
後年、坂田と内藤は共にフライ級の世界ランカーとなり、日本のフライ級選手として一二を争うライバル関係となったが、再戦することはなかった。2007年に坂田がWBAの世界王者、内藤がポンサクレック・ウォンジョンカムを破りWBCの世界王者となった。王座統一戦などが望まれたが実現せず、内藤が坂田との握手を拒否することもあった。そして再戦が実現することないまま、両者とも2011年に引退した。